# Фэгэдэу (Фалештский район)
Фэгэдэу (рум. Făgădău) — село в Фалештском районе Молдавии. Наряду с сёлами Новый Чолак, Старый Чолак, Покровка и Шолтоая входит в состав коммуны Новый Чолак.

## География
Село расположено на высоте 109 метров над уровнем моря.

## Население
По данным переписи населения 2004 года, в селе Фэгэдэу проживает 601 человек (284 мужчины, 317 женщин).
Этнический состав села:
| Национальность | Число жителей | Процентный состав |
| -------------- | ------------- | ----------------- |
| украинцы       | 345           | 57.4              |
| молдаване      | 235           | 39.1              |
| русские        | 12            | 2.0               |
| поляки         | 1             | 0.17              |
| евреи          | 1             | 0.17              |
| прочие         | 7             | 1.16              |
| Всего          | 601           | 100%              |